# Житенёв, Владимир Андреевич
Владимир Андреевич Житенёв (3 октября 1938 — 20 мая 2001) — партийный и государственный деятель, комсомольский руководитель, первый секретарь Свердловского обкома ВЛКСМ (1964—1969), секретарь ЦК ВЛКСМ (1968—1978), секретарь Свердловского обкома КПСС по идеологии (1978—1986).

## Биография
Родился 3 октября 1938 г. в г. Рассказово Тамбовской области. В 1945—1955 гг. учащийся средней школы г. Рассказово. В сентябре 1955 — феврале 1961 гг. студент физико-технического факультета Уральского политехнического института; инженер-технолог по специальности «технология редких металлов». Одновременно в ноябре 1959 — ноябре 1960 гг. заместитель секретаря комитета комсомола УПИ, в ноябре 1960 — январе 1963 гг. секретарь комитета комсомола УПИ. С февраля 1961 г. инженер кафедры № 24 физико-технического факультета УПИ.
С января 1963 г. заместитель заведующего отделом пропаганды и агитации Свердловского обкома ВЛКСМ. С июня 1963 г. второй секретарь Свердловского горкома ВЛКСМ. С декабря 1963 г. второй секретарь Свердловского промышленного обкома ВЛКСМ. В декабре 1964 — январе 1969 гг. первый секретарь Свердловского обкома ВЛКСМ. С декабря 1968 г. член бюро ЦК ВЛКСМ — секретарь ЦК ВЛКСМ.
С апреля 1978 г. секретарь Свердловского обкома КПСС по идеологии. С мая 1986 г. заведующий сектором отдела пропаганды ЦК КПСС, ответственный организатор идеологического отдела ЦК КПСС, член редколлегии журнала «Агитатор» (г. Москва), заведующий подотделом, заместитель заведующего идеологическим отделом ЦК КПСС.
В 1991 г. — первый заместитель генерального директора Ассоциации научно-творческой интеллигенции «Лики истории», генеральный представитель Московского представительства промышленно-коммерческой компании «Уральское кольцо», президент Акционерной компании закрытого типа «Русь». С 1992 г. первый заместитель генерального директора Центра милосердия и международного сотрудничества «Оранта». В 1993 г. сотрудник фирмы PERKLA GnbM. В 1994 г. директор англо-российской торгово-промышленной фирмы «Комтекс инк». В 1995 г. сотрудник международной компании «Стройка». В 1996—1998 гг. директор ООО "Корпорация «Поиск». В 1999 г. — в «ПОЛЯРЕКС».
Скончался 20 мая 2001 г. в г. Москве. Похоронен на Троекуровском кладбище г. Москвы.

## Участие в работе центральных органов власти
Делегат XXIII, XXVII съездов КПСС.
Делегат XIV—XVIII съездов ВЛКСМ. Член ЦК ВЛКСМ в 1966—1978 гг. Кандидат в члены бюро ЦК ВЛКСМ в 1967—1968 гг. Член бюро ЦК ВЛКСМ в 1968—1978 гг.

## Награды
- два ордена Трудового Красного Знамени (1971, 1976);
- орден «Знак Почета» (1966);
- орден Дружбы народов (1980);
- медаль «За доблестный труд. В ознаменование 100-летия со дня рождения В. И. Ленина» (1970);
- медаль «К 40-летию завершения национально-освободительной борьбы чехословацкого народа и освобождения Чехословакии Советской Армией» (1985).

## Электронные информационные ресурсы
- Биография В. А. Житенёва в Свободной энциклопедии Урала